# Domenico Guerri
Domenico Guerri (n. 20 ianuarie 1880, Anghiari, Toscana, Italia – d. 21 iunie 1934, Florența, Regatul Italiei) a fost un filolog și critic literar italian.

## Biografie
Părinții săi au fost Guido Guerri și Prisca Vignoli.
Ca cercetător al lui Dante Alighieri și al literaturii italiene timpurii, a oferit contribuții filologice importante. La invitația lui Benedetto Croce, a editat o nouă ediție a Divinei Comedii (Laterza, Bari, 1933) și a lucrărilor lui Boccaccio Il comento alla Divina Commedia e gli altri scritti intorno a Dante (Laterza, Bari, 1926), a căror autenticitate a pus-o puternic sub semnul întrebării.

## Lucrări principale
- La corrente popolare del Rinascimento. Berte, burle e baie nella Firenze del Brunellesco e del Burchiello, Sansoni, Firenze 1931
- Scritti danteschi e d'altra letteratura antica (con la bibliografia completa dell'autore), a cura di Antonio Lanza⁠(d), presentazione di Geno Pampaloni, De Rubeis⁠(d), Anzio 1990